# Eparchia baryska
Eparchia baryska – jedna z eparchii Rosyjskiego Kościoła Prawosławnego, z siedzibą w Baryszu. Wchodzi w skład metropolii symbirskiej. 
Eparchia powstała na mocy decyzji Świętego Synodu Rosyjskiego Kościoła Prawosławnego z 26 lipca 2012 poprzez wydzielenie z eparchii symbirskiej. Jej pierwszym ordynariuszem został w październiku tego samego roku biskup baryski i inzieński Filaret (Końkow).